# Myrmochanes
Myrmochanes – rodzaj ptaków z podrodziny chronek (Thamnophilinae) w rodzinie chronkowatych (Thamnophilidae).

## Zasięg występowania
Rodzaj obejmuje gatunki występujące w Ameryce Centralnej i Południowej.

## Morfologia
Długość ciała 8–15 cm; masa ciała 6–13 g.

## Systematyka

### Etymologia
Myrmochanes: gr. μυρμος murmos „mrówka”; χαινω khainō „gapić się łapczywie”.

### Podział systematyczny
Do rodzaju należą następujące gatunki:
- Myrmochanes hemileucus (P.L. Sclater & Salvin, 1866) – mrówkołowik dwubarwny
- Myrmochanes cherriei (von Berlepsch & E. Hartert, 1902) – mrówkołowik pstry
- Myrmochanes pacificus (Hellmayr, 1911) – mrówkołowik pacyficzny
- Myrmochanes surinamensis (J.F. Gmelin, 1788) – mrówkołowik pasiasty
- Myrmochanes multostriatus (P.L. Sclater, 1858) – mrówkołowik brazylijski
- Myrmochanes longipennis (von Pelzeln, 1868) – mrówkołowik amazoński
- Myrmochanes klagesi (Todd, 1927) – mrówkołowik rzeczny
- Myrmochanes sclateri (E. Snethlage, 1912) – mrówkołowik żółtawy
- Myrmochanes ambiguus (J.T. Zimmer, 1932) – mrówkołowik żółtogardły
- Myrmochanes ignotus (Griscom, 1929) – mrówkołowik wąsaty
- Myrmochanes brachyurus (Hermann, 1783) – mrówkołowik mały